# Шугарлоуф-Маунтін-Парк (Каліфорнія)
Шугарлоуф-Маунтін-Парк (англ. Sugarloaf Mountain Park) — переписна місцевість (CDP) в США, в окрузі Туларе штату Каліфорнія. Населення — 0 осіб (2010).

## Географія
Шугарлоуф-Маунтін-Парк розташований за координатами 35°50′17″ пн. ш. 118°36′14″ зх. д. / 35.83806° пн. ш. 118.60389° зх. д. (35.837963, -118.603961).  За даними Бюро перепису населення США в 2010 році переписна місцевість мала площу 0,27 км², уся площа — суходіл.